# Jobst Knigge (Filmemacher)
Jobst Knigge (geb. 1967) ist ein deutscher Regisseur und Drehbuchautor von Dokumentarfilmen.

## Biografie
Nach einem Volontariat bei Sat.1 arbeitete Knigge als Reporter bei der Berliner Produktionsfirma Kobalt Productions (Polylux/ARD und Absolut/Arte). Seit 2007 hat er diverse Filme für das ZDF, die ARD und arte gedreht.
Für seine Dokumentation Der Aidskrieg erhielt Knigge 2012 den Medienpreis HIV/Aids der Deutschen AIDS-Stiftung.
2013 wurde Knigge zusammen mit Sebastian Dehnhardt und Manfred Oldenburg für den Film Drei Leben: Axel Springer mit dem Bayerischen Fernsehpreis ausgezeichnet. 2021 erhielt er den Bayerischen Fernsehpreis erneut für die ZDF/Arte-Produktion Welt auf Abstand.

## Filmografie

### Regisseur
- 2007: Die großen Kriminalfälle (Folge: Ronny Rieken – Der Mädchenmörder, Dokumentar-Fernsehserie)
- 2009: Theaterlandschaften (Dokumentar-Fernsehserie, Folge: – Theater Chemnitz)
- 2009: Der Truppenunterhalter – Clemens Schick spielt Theater in Afghanistan (Dokumentarfilm)
- 2009–2010: Dynastien in NRW (Dokumentar-Fernsehserie, mehrere Folgen)
- 2011: Ein Leben daneben (Dokumentar-Fernsehserie)
- 2011: Der Aidskrieg (Dokumentarfilm)
- 2012: Drei Leben Axel Springer (Dokumentarfilm)
- 2012: Too Young to Die (Dokumentar-Fernsehserie, Folge: John Belushi – Ein Leben über dem Limit)
- 2013: Auf der Suche nach dem Zarenschatz (Dokumentarfilm)
- 2013: Deutsche Dynastien – Das Fürstenhaus Thurn und Taxis (Dokumentarfilm)
- 2014: Too Young to Die (Dokumentar-Fernsehserie, Folge: River Phoenix)
- 2015: Stalins Tochter  (Dokumentarfilm)
- 2015: Too Young to Die (Dokumentar-Fernsehserie, Folge: Falco)
- 2016: Deutschlands First Ladies (Dokumentarfilm)
- 2017: Mata Hari (Dokumentarfilm)
- 2018: Die Steinkohle (Dokumentarfilm)
- 2020: Welt auf Abstand – Reise durch ein besonderes Jahr (Dokumentarfilm)
- 2020: Bhagwan – Die Deutschen und der Guru (Dokumentarfilm)
- 2020: Katarina Witt – Weltstar aus der DDR (Dokumentarfilm)
- 2020: Welt auf Abstand (Dokumentarfilm)
- 2021: 40 Jahre Aids – Schweigen = Tod (Dokumentarfilm)
- 2022: NAKED – Männer, Frauen und noch viel mehr (Doku-Reihe)
- 2023: Die Atomkraft (Dokumentarfilm)
- 2024: Der wunderbare Udo Kier (Dokumentarfilm)

### Drehbuchautor
- 2010: Dynastien in NRW (Folge: Die Gerlings – Das Geschäft mit der Sicherheit, Fernsehserie)
- 2011: Ein Leben daneben (Dokumentar-Fernsehserie)
- 2011: Der Aidskrieg (Dokumentarfilm)
- 2012: Drei Leben Axel Springer (Dokumentarfilm)
- 2012: Too Young to Die (Dokumentar-Fernsehserie, Folge: John Belushi – Ein Leben über dem Limit)
- 2013: Auf der Suche nach dem Zarenschatz (Dokumentarfilm)
- 2013: Deutsche Dynastien – Das Fürstenhaus Thurn und Taxis (Dokumentarfilm)
- 2014: Too Young to Die (Dokumentar-Fernsehserie, Folge: River Phoenix)
- 2015: Stalins Tochter  (Dokumentarfilm)
- 2015: Too Young to Die (Dokumentar-Fernsehserie, Folge: Falco)
- 2016: Deutschlands First Ladies (Dokumentarfilm)
- 2017: Mata Hari (Dokumentarfilm)
- 2018: Die Steinkohle (Dokumentarfilm)
- 2020: Bhagwan – Die Deutschen und der Guru (Dokumentarfilm)
- 2020: Katarina Witt – Weltstar aus der DDR (Dokumentarfilm)
- 2020: Welt auf Abstand (Dokumentarfilm)
- 2021: 40 Jahre Aids – Schweigen = Tod (Dokumentarfilm)
- 2022: NAKED – Männer, Frauen und noch viel mehr (Doku-Reihe)
- 2023: Die Atomkraft (Dokumentarfilm)